# I. János pápa
I. Szent János (latinul: Ioannes), (kb. 470 – 526. május 18.) volt az 53. pápa. 523. augusztus 13-án választották meg a keresztény egyház vezetőjének. Rövid pontifikátusáról alig tudunk valamit, de az bizonyos, hogy életének ebben a szakaszában nagy próbát kellett kiállnia. A világi és egyházi hatalom Itáliában elhidegült egymástól ezalatt az idő alatt, viszont a kelet szorosabb kapcsolatba került a pápával.

## Élete
Egy Constantius nevű kisbirtokos gyermekeként Toszkánában látta meg a napvilágot. A papi hivatást választotta, és lassan az egyik legbefolyásosabb egyházi méltóság lett. 523-ban egy hetes vita után választották meg Hormiszdasz pápa utódjának. Az ismét egységes keresztény egyház stabilitásáért küzdött.
Pontifikátusának legjellemzőbb momentuma konstantinápolyi útja volt, amely megalapozta sikerét és halálát is. Az újraegyesített egyház keleti részén, a bizánci császár, I. Justinus szigorú, fanatikusan vallásos uralkodása váltotta ki I. János utazását. Justinus császár ugyanis 523-ban szigorú rendeletet hozott a birodalmában élő ariánusok ellen. Vallásuk megtagadása mellett arra kényszerítette őket, hogy a keresztényektől elfoglalt templomokat visszaadják. Ennek a híre hamarosan elért Itáliába is, ahol az osztrogótok királya, Nagy Theuderik elítélte a bizánci üldözéseket. Nagy Theuderik ugyanis maga is ariánus volt, ezért vallásának védelmére kelt. Ellenére volt az is, hogy az egyház egységesen I. Justinus döntése mellé állt, ráadásul a római szenátus titokban támogatta a császár itáliai ambícióit. Így aztán azonnal követeket küldött Konstantinápolyba, hogy így érvényesítse befolyását a bizánci császári udvarban. A követség tagjai között négy hűséges szenátor volt, és a legátus vezetőjének I. Jánost tette meg. A pápát a dühös király rákényszerítette erre az útra. Jánosnak azt is kikötötték, hogy bírja rá a császárt rendelete visszavonására, adja vissza az elvett templomokat és térítse vissza az arianista hitre azokat, akik kényszerből vették fel a keresztséget.

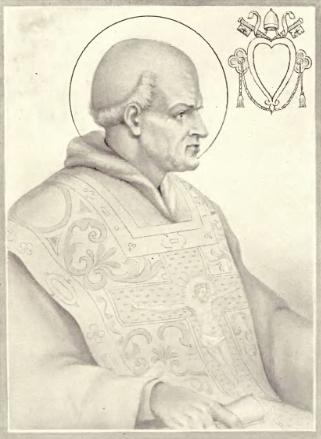
I. János

A pápának tehát Bizáncban az eretnekség támogatása mellett kellett volna kiállnia. Mindenesetre a konstantinápolyi követség elindult. I. János személyében a történelemben először látogatott el Konstantinápolyba római pápa. Így aztán nem csoda, hogy a kikötőben soha nem látott tömeg gyűlt össze, hogy láthassák Szent Péter utódját. A császár fényűző fogadást tartott I. János tiszteletére, és amikor találkoztak I. Justinus a pápa előtt a földre borult. A Hagia Szophia katedrálisban János újra megkoronázta a császárt, és ekkorra a kelet minden egyházi vezetője Konstantinápolyba érkezett, hogy hűségükről tegyenek tanúbizonyságot a pápának. A legátus hosszú időt töltött el a Keletrómai Birodalom központjában, de eredeti céljáról csak alig esett szó. I. Jánosnak csak azt sikerült elérnie, hogy néhány templomot visszaadjanak az ariánusoknak. 526. április 19-én húsvéti misét celebrált a Hagia Szophia katedrálisban Epiphanius, konstantinápolyi pátriárka asszisztálásával. Ezután Theuderik követsége hazaindult Rómába.
Eközben Rómában Theuderik már megkapta a híreket, és I. János kudarcát. Éktelen haragjában megölte apósát és egyik filozófusát. Minden haragját a pápára összpontosította, és nem érdekelte, hogy Róma egyházi hatalma végre újra tetőpontján van keleten. Amikor I. János hajója befutott Róma kikötőjébe, a diadalittas pápát azonnal letartóztatták. A király azzal vádolta meg I. Jánost, hogy összejátszott a császárral. Ravennába vitette az egyházi vezetőt és ott valószínűleg halálra éheztette. 
526. május 18-ai halálát az egyházban mártírhalálként tisztelik. Ünnepét a XII. században vették föl a római naptárba, és azt Szent Péter-bazilika kriptájába történt temetése napján, május 27-én tartották. 1969-ben emléknapját halála napjára, május 18-ra helyezték át.

## Művei
- Documenta Catholica Omnia (latin nyelven). (Hozzáférés: 2011. december 6.)